# Sławomir Wołczyński
Sławomir Wołczyński – polski ginekolog, profesor nauk medycznych.

## Życiorys
W 1981 ukończył studia na Uniwersytecie Medycznym w Białymstoku, w 1988  obronił pracę doktorską, w 1997 habilitował się na podstawie pracy zatytułowanej Przeimplantacyjny rozwój zarodków a kliniczne aspekty leczenia niepłodności metodą pozaustrojowego zapłodnienia. W 2002 uzyskał tytuł profesora nauk medycznych.
Pracuje na Uniwersytecie Medycznym w Białymstoku i w Instytut Rozrodu Zwierząt i Badań Żywności PAN.
Został członkiem Komisji Nauk o Życiu na Oddziale Polskiej Akademii Nauk w Olsztynie i w Białymstoku, Komitetu Bioetyki Prezydium PAN i Komitetu Biologii Rozrodu PAN.
Jest wiceprzewodniczącym Towarzystwa Biologii Rozrodu, oraz należy do Rady Kolegium - Nauk Medycznych UMB.

## Odznaczenia
- Złoty Krzyż Zasługi (2006)[4]